# Новий Тагамлик
Но́вий Тагамли́к — село в Україні, у Машівській селищній громаді Полтавського району Полтавської області. Населення становить 441 осіб. До 2017 орган місцевого самоврядування — Новотагамлицька сільська рада.

## Географія
Село Новий Тагамлик знаходиться на правому березі річки Тагамлик, вище за течією на відстані 1,5 км розташоване село Вільне, нижче за течією примикає село Козельщина, на протилежному березі — село Огуївка. Річка в цьому місці звивиста, утворює лимани, стариці та заболочені озера.

## Історія
12 червня 2020 року, відповідно до розпорядження Кабінету Міністрів України № 721-р «Про визначення адміністративних центрів та затвердження територій територіальних громад Полтавської області», село увійшло до складу Машівської селищної громади.
19 липня 2020 року, в результаті адміністративно - територіальної реформи та ліквідації Машівського району, село увійшло до складу новоутвореного Полтавського району.

## Економіка
- «Лос», ТОВ.

## Об'єкти соціальної сфери
- НВК.
- Новотагамлицька сільська лікарня.

## Відомі люди
- Клименко Антон Никифорович — ординарець командира 2-ї бригади 4-ї Київської дивізії Армії УНР, Герой Другого Зимового походу.
- Наконечний Микола Федорович — український мовознавець.
- Шерстюк Григорій Пилипович — український мовознавець, педагог, журналіст, видавець, громадський діяч.